# Rio do Bugre
Der Rio do Bugre ist ein etwa 44 km langer linker Nebenfluss des Rio Iguaçu im Süden des brasilianischen Bundesstaats Paraná.

## Etymologie
Bugre ist ursprünglich eine abwertende Bezeichnung, die die Europäer den Ureinwohnern Brasiliens gaben. Einigen Quellen zufolge wurde der Begriff zum ersten Mal 1555 von französischen Seefahrern in Brasilien verwendet, um die Tamoios zu bezeichnen. Im Lauf der Zeit entwickelte sich die Bedeutung auch zur Bezeichnung für unzivilisierte, ungebildete Personen. Heute nimmt der Begriff zunehmend einen wertschätzenden Charakter an. Zum Beispiel nannte die Bildhauerin Conceição dos Bugres (geboren 1914 in Povinho de Santiago, Rio Grande do Sul, gestorben 1984 in Campo Grande) ihre Werke Bugres. Diese menschlichen Figuren mit indigenen Zügen wurden zu Ikonen von Mato Grosso do Sul. Ein anderes Beispiel ist die Verwendung als Markenname durch einen brasilianischen Karosseriebauer, die Indústria de Carrocerias Bugre.

## Geografie

### Lage
Das Einzugsgebiet des Rio do Bugre befindet sich auf dem Terceiro Planalto Paranaense (Dritte oder Guarapuava-Hochebene von Paraná).

### Verlauf
Sein Quellgebiet liegt im Munizip Chopinzinho auf 699 m Meereshöhe etwa 10 km östlich des Hauptorts in der Nähe der PR-281.
Der Fluss verläuft in nordwestlicher Richtung. Er mündet auf 489 m Höhe von links in den Rio Iguaçu, der hier von der Salto-Santiago-Talsperre aufgestaut ist. Er ist etwa 44 km lang.

### Nebenflüsse
Etwa 16 km vor seiner Mündung nimmt er von links den Rio Chopinzinho auf.

### Munizipien im Einzugsgebiet
Der Rio do Bugre verläuft vollständig innerhalb des Munizips Chopinzinho.